# ولورکس

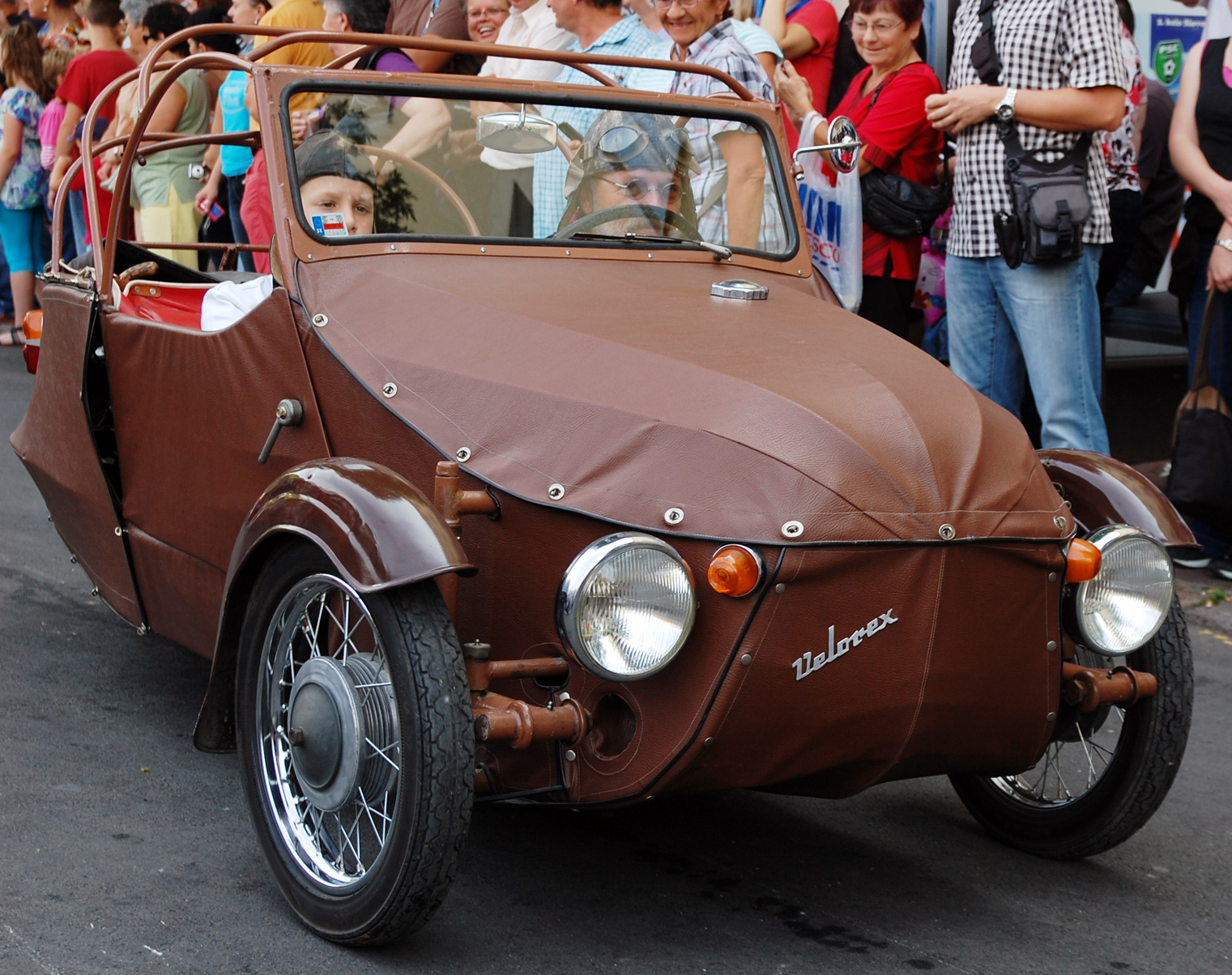

ولورکس (انگلیسی: Velorex) یک تولید کننده موتورسیکلت و اتومبیل چک است که از سال ۱۹۳۶ تا ۱۹۸۰ فعالیت داشت.  این شرکت با تولید موتورسیکلت‌های جانبی شروع به کار کرد، اما بعداً برای تولید وسایل نقلیه سه چرخ خود توسعه یافت. یکی از محبوب ترین مدل های آنها Velorex Oskar بود که ظاهری متمایز با کابین نیمه بسته و رویه پارچه ای داشت. خودروهای ولورکس به کشورهای مختلف در سراسر جهان صادر شدند و همچنان در بین کلکسیونرها محبوب هستند.